# Горнет-Кріков (комуна)
Горнет-Кріков (рум. Gornet-Cricov) — комуна у повіті Прахова в Румунії. До складу комуни входять такі села (дані про населення за 2002 рік):
- Валя-Сяке (182 особи)
- Горнет-Кріков (424 особи)
- Доброта (396 осіб)
- Кошереле (575 осіб)
- Прісяка (369 осіб)
- Церкулешть (749 осіб)

Комуна розташована на відстані 71 км на північ від Бухареста, 23 км на північний схід від Плоєшті, 144 км на захід від Галаца, 81 км на південний схід від Брашова.

## Населення
За даними перепису населення 2002 року у комуні проживали 2695 осіб.
Національний склад населення комуни:
| Національність | Кількість осіб | Відсоток |
| -------------- | -------------- | -------- |
| румуни         | 2692           | 99,9%    |
| угорці         | 2              | 0,1%     |
| греки          | 1              | < 0,1%   |

Рідною мовою назвали:
| Мова      | Кількість осіб | Відсоток |
| --------- | -------------- | -------- |
| румунська | 2692           | 99,9%    |
| угорська  | 2              | 0,1%     |
| грецька   | 1              | < 0,1%   |

Склад населення комуни за віросповіданням:
| Релігія       | Кількість осіб | Відсоток |
| ------------- | -------------- | -------- |
| православні   | 2535           | 94,1%    |
| п'ятдесятники | 129            | 4,8%     |
| лютерани      | 20             | 0,7%     |
| адвентисти    | 8              | 0,3%     |
| бретрени      | 3              | 0,1%     |